# 鳥取市立高草中学校
鳥取市立高草中学校（とっとりしりつ たかくさちゅうがっこう）は、鳥取県鳥取市徳尾にある公立中学校。

## 概要と校区
高草中学校の校名は、かつてこの地が高草郡であったことに由来する。1964年（昭和39年）4月、大東中学校と明治中学校の統合により発足した。
1947年（昭和22年）4月、新制中学校の創設にあたって当初は大正村・東郷村・豊実村・明治村の四ヶ村を校区と想定していたが明治村が単村独立することになり、大東・明治の両中学校として発足した。しかし明治中学校は小学校の敷地に同居して規模が小さく、また過疎化が進んで生徒数が減少していた。そのため四ヶ村が鳥取市に合併後、中学校規模の適正化のため大東・明治の両中学校の統合計画が進められた。
校区は、世紀小学校、大正小学校、東郷小学校、明治小学校の通学区域となっており、上記の旧四ヶ村の他、旧松保村の大部分および旧千代水村の一部（徳吉・五反田町など）も含む。高草中学校の周辺には鳥取県立布勢総合運動公園（陸上競技場、野球場ほか）がある。付近には西日本旅客鉄道（JR西日本）山陰本線（ただし、高草中学校の付近に駅はない）が通っていて、車窓からも見えることも可能。

## 沿革
- 1964年（昭和39年）4月1日 - 大東中学校を高草中学校大東校舎、明治中学校を高草中学校明治校舎と改称する。
- 1965年（昭和40年）4月 - 校章制定。
- 1966年（昭和41年）
  - 4月 - 大東校舎・明治校舎を統合し、移転。
  - 10月 - 校歌制定。
- 1968年（昭和43年）
  - 4月1日 - 校区改正により、北中学校区の徳吉、湖東中学校区の良田・高住・桂見・布勢・岩吉（山陰本線より南）・里仁が当中学校区になる[3]。
  - 7月 - ビニールプール竣工。建設費軽減のため、市内の学校で初めてビニール式を導入[4]。
- 1977年（昭和52年）7月 - プール竣工。
- 1993年（平成5年）
  - 10月 - 屋内体育館竣工。
  - 12月 - 新校舎に移転。
- 1997年（平成9年）12月 - 開校50周年式典（旧大東・明治中の開校から50年）。
- 2014年（平成26年）10月 - 創立50周年記念式典。

（参考：）

### 大東中学校
- 1947年（昭和22年）4月29日 - 大正村・東郷村・豊実村の三ヶ村組合立大東中学校として開校。校舎は暫定として大正村大字古海の大正小学校の一部および旧尚徳青年学校を使用。当時の校舎は雨漏りがひどく、傘をさして授業を受けたという。
- 1949年（昭和24年）1月16日 - 大正村大字古海673番地（現在の鳥取スター電機）に新築移転。
- 1951年（昭和26年）12月 - 2教室増築。
- 1953年（昭和28年）7月1日 - 三ヶ村が鳥取市に編入、鳥取市立大東中学校と改称。
- 1956年（昭和31年）9月7日 - 屋内体育館落成。
- 1964年（昭和39年）3月31日 - 閉校。

（参考文献：・）

### 明治中学校
- 1947年（昭和22年）5月10日 - 明治小学校の一部を転用して開校。
- 1949年（昭和24年）12月12日 - 2教室新築。
- 1953年（昭和28年）7月1日 - 明治村が鳥取市に編入、鳥取市立明治中学校と改称。
- 1956年（昭和31年）5月25日 - 屋内体育館落成。
- 1964年（昭和39年）3月31日 - 閉校。

（参考文献：・）

## 校歌
校歌の歌詞は1番だけであり、第一章「序の詩」、第二章「本詩」が8行、第三章「結び」という構成になっている。またメロディは章ごとに異なっている。

## 通学区域
- 世紀小学校校区
  - 岩吉（西日本旅客鉄道山陰本線以南）、上原（開拓地区を除く）、大塚、尾崎の一部、桂見、上段、五反田町、里仁、嶋、下段、大桷、高住、徳尾、徳吉、野坂、布勢、緑ヶ丘一丁目の一部、緑ヶ丘二丁目の一部、緑ヶ丘三丁目の一部、南安長二丁目の一部、南安長三丁目の一部、宮谷、良田
- 大正小学校校区
  - 菖蒲、野寺、服部、古海、緑ヶ丘一丁目の一部、南安長一丁目の一部
- 東郷小学校校区
  - 有富、北村、高路、篠坂、中村、西今在家、本高
- 明治小学校校区
  - 上原（開拓地区）、尾崎の一部、河内、細見、槙原、松上
- ただし、小規模校特別転入制度により区域外から東郷小学校・明治小学校に通学していた場合に限り、希望すれば区域外から高草中学校に通学することが認められている。